# Franci Zabukovec
Franci Zabukovec - Zabukowski, je slovenski kitarist in producent.
Zabukovec pogosto sodeluje z drugimi glasbeniki iz Slovenije Magnifico, Omar Naber, Rebeka Dremelj, Jan Plestenjak, Mi2, Alenka Godec, Vili Resnik, Peter Lovšin, Tanja Žagar, Klemen Klemen, San di Ego in drugimi.